# Atherinella eriarcha
Atherinella eriarcha е вид лъчеперка от семейство Atherinopsidae. Видът не е застрашен от изчезване.

## Разпространение и местообитание
Разпространен е в Гватемала, Колумбия, Коста Рика, Мексико, Никарагуа, Панама, Салвадор и Хондурас.
Среща се на дълбочина от 0,5 до 11 m, при температура на водата от 24,6 до 27,7 °C и соленост 32,9 – 34,6 ‰.

## Описание
На дължина достигат до 8 cm.